# Drnovické catenaccio aneb Cesta do pravěku ekonomické transformace
Drnovické catenaccio aneb Cesta do pravěku ekonomické transformace je český dokumentární film Radima Procházky z roku 2010 o fotbalovém klubu 1. FK Drnovice. Film měl světovou premiéru na karlovarském filmovém festivalu v roce 2010.
Film se snaží o zmapování vzestupu drnovického fotbalového klubu v první polovině 90. let 20. století a poodkrytí zločineckých praktik, které stojí za úspěchem klubu.
V kinech se před filmem vysílá krátký Procházkův film Náš první hospodář o Václavu Klausovi.

## Recenze
- Jaroslav Sedláček, Kinobox.cz, 19. srpna 2010   Archivováno 23. 8. 2010 na Wayback Machine.
- Jan Gregor, Respekt, 35/2010 30. srpna 2010, strana 60
- Petr Cífka, Moviezone.cz, 5. září 2010
- František Fuka, FFFilm, 8. září 2010
- Daniel Patras, Filmserver.cz, 26. srpna 2010